# Salvador Cienfuegos
Salvador Cienfuegos Zepeda (Ciudad de México, 14 de junio de 1948) es un militar,  y político mexicano. Fue secretario de la Defensa Nacional durante el sexenio del presidente Enrique Peña Nieto entre 2012 y 2018.

## Biografía

### Primeros años y educación
Nació en la Ciudad de México el 14 de junio de 1948, a partir del segundo año de primaria, cursó la educación básica en el Colegio Williams de Mixcoac. Debido a que la colegiatura de esta institución era considerable, el joven Cienfuegos tuvo que conseguir una beca del gobierno federal para acceder a dicho plantel educativo. 
El Colegio Williams era un internado, por lo que los alumnos sólo podían salir de la escuela los fines de semana. En comparación con otros niños que estudiaban con él, Cienfuegos era considerado un niño tranquilo y en ocasiones extrovertido. A la par de su formación escolar, el joven Cienfuegos practicaba diversas disciplinas, tales como futbol, futbol americano, basquetbol y béisbol.
Siendo un estudiante de calificaciones promedio, en reiteradas ocasiones tuvo que esforzarse por mantener la beca que le permitía cursar sus estudios.[cita requerida]

### Educación militar
La decisión de ser militar inició cuando tenía 15 años de edad, él todavía no acababa sus estudios en el Colegio Williams, esta decisión se vio influenciada por su padre, Cienfuegos lo conoció muy poco pero él sabía gracias a su madre que su padre había sido militar.[cita requerida]
La primera vez que intentó unirse al ejército fue rechazado por no cumplir con la edad que se solicitaba. Unos días después de su rechazo, fue a la oficina de reclutamiento, donde solicitó una dispensa de edad. A los pocos días de haber hecho esto, le dieron su dispensa de edad y logró entrar al Heroico Colegio Militar.

### Carrera militar
Su fecha de alta en el Ejército fue el 23 de enero de 1964. Realizó estudios en el Colegio de la Defensa Nacional, donde obtuvo el grado académico de maestro en administración militar para la Seguridad y la Defensa Nacional, así como en la Escuela Superior de Guerra, adquiriendo el carácter de Diplomado de Estado Mayor.
Como General de Brigada, fue director del Heroico Colegio Militar 1997-2000.[cita requerida]
Como General de División, fue comandante de la Quinta Región Militar (Jalisco, Colima, Nayarit, Zacatecas y Aguascalientes), Novena Región Militar (Guerrero), Primera Región Militar (Distrito Federal, Estado de México, Hidalgo y Morelos), y Séptima Región Militar (Chiapas y Tabasco).
Se ha desempeñado como agregado militar y aéreo en las embajadas de México en Japón y Corea del Sur. También, ha participado en visitas diplomáticas en Estados Unidos, Chile, China y Cuba.
El primero de diciembre de 2018, durante la ceremonia de Entrega y Recepción de la secretaria de la Defensa Nacional, anunció su retiro.[cita requerida]

### Vida personal
A los dos años de edad, su padre, un Teniente Coronel del Ejército Mexicano, falleció de un infarto. Debido a esto, Cienfuegos fue hijo único, dependiendo económicamente de su madre, que se dedicaba a la venta y confección de vestidos para dama.

## Controversias
En febrero de 2018, la Universidad de Ciencias y Artes de Chiapas (UNICACH) decidió suspenderle la entrega del doctorado honoris causa, porque "recibir al jefe de la guerra interna contra el pueblo en un campus universitario representaría una afrenta a estudiantes y académicos del país".

### Detención en Estados Unidos y regreso a México.
El 15 de octubre de 2020, Salvador Cienfuegos Zepeda fue detenido a petición de la Administración De Control de Drogas (DEA) en el aeropuerto de Los Ángeles, California. Cienfuegos había sido investigado por vínculos con el crimen organizado, por la misma corte de Nueva York que lleva el caso de Genaro García Luna, exsecretario de Seguridad con Felipe Calderón, acusado de colaborar con el cártel de Sinaloa y que sentenció a Joaquín El Chapo Guzmán. Cienfuegos es el militar mexicano de más alto rango detenido hasta la fecha.
No obstante, el 17 de noviembre de 2020, el Departamento de Justicia de los Estados Unidos retiró los cargos en contra de Cienfuegos, señalando que sería la Fiscalía General de la República en México continuaría con la investigación. En un tuit publicado por la fiscalía mexicana, señaló que: "Gracias a la estrecha relación entre @TheJusticeDept y #FGR, nuestra homóloga [sic] norteamericana tomo [sic] la decisión de solicitar a la Jueza que se desestimen los cargos penales contra Salvador Cienfuegos, para que sea investigado y, en su caso, procesado acorde con las leyes mexicanas."
La jueza que llevaba el proceso en Estados Unidos, Carol B. Amon, señaló que las imputaciones eran graves pero aceptaba el retiro de los cargos debido a que había un acuerdo entre los dos gobiernos. Marcelo Ebrard, secretario de Relaciones Exteriores, dijo que aunque había una carpeta de investigación abierta en México, no hay una orden de aprehensión. El diario The Washington Post publicó que el gobierno mexicano amenazó al gobierno de Estados Unidos de limitar la influencia de la DEA en las tareas de investigación antidrogas en México, incluso prohibir las operaciones en el país, si no se retiraban los cargos en contra de Salvador Cienfuegos.
El 20 de noviembre de 2020, la agencia de noticias Reuters publicó que la fiscalía de Estados Unidos retiró los cargos en contra de Cienfuegos por un acuerdo en el que el gobierno mexicano se comprometía a capturar a un líder de un cártel del narcotráfico. Según Reuters, esta información provino de una fuente del propio gobierno de México; sin embargo, un funcionario de alto nivel de la Secretaría de Relaciones Exteriores, señaló que la información de Reuters sería falsa, y que más bien en México se estaban replanteando la forma en que seguirían cooperando con agencias de Estados Unidos, como la DEA, la CIA y el FBI.
El 14 de enero de 2021, la Fiscalía General de la República informó que exoneraría a Cienfuegos, porque no encontró elementos que probaran que tuvo encuentros o comunicación con organizaciones delictivas.
El 15 de enero de 2021, el presidente Andrés Manuel López Obrador dio la orden para desclasificar los documentos que el Departamento de Justicia de Estados Unidos usó para acusar a Cienfuegos, los cuales fueron publicados ese mismo día. El Departamento de Justicia de los Estados Unidos señaló que hacer públicos esos documentos incumplía el Tratado de Asistencia Legal Mutua, por lo que expresaron una "profunda decepción".